# Arrhyton procerum
Arrhyton procerum — вид змій родини полозових (Colubridae). Ендемік Куби.

## Поширення і екологія
Arrhyton procerum відомі за двома зразками, зібрамими в типовій місцевості, розташованій на південно-східному узбережжі Артеміси, в 11,4 км на південній схід від Плая-Хірона. Вони живуть серед кокколобових і пальмових заростей, що ростуть серед коралово-вапнякових скель.